# Shōjo kageki revue Starlight
Shōjo kageki revue Starlight (少女☆歌劇 レヴュー・スタァライト?, Shōjo kageki revyū Sutāraito) è un media franchise giapponese creato da Bushiroad e Nelke Planning e composto da un musical, previsto per il 22 e il 24 settembre 2017, e una serie televisiva anime, prodotta da Kinema Citrus e diretta da Tomohiro Furukawa.

## Personaggi
Karen Aijō (愛城 華恋?, Aijō Karen)
Doppiata da: Momoyo Koyama
Da bambina è stata affascinata dalla scena dopo aver visto lo spettacolo "Revue Starlight". Ha promesso a Hikari che un giorno sarebbero state sul palco di "Revue Starlight". Karen è energica e rumorosa, ma molto amichevole.
Hikari Kaguya (神楽 ひかり?, Kaguya Hikari)
Doppiata da: Suzuko Mimori
L'amica d'infanzia di Karen. Anche lei è stata colpita da "Revue Starlight". Dopo essere tornata dall'Inghilterra, ha promesso a Karen che un giorno sarebbero salite sul palco. È molto calma e adulta per la sua età, Hikari ha una leggera rivalità con Mahiru a causa del loro affetto per Karen.
Maya Tendō (天堂 真矢?, Tendō Maya)
Doppiata da: Maho Tomita
Un'attrice di scena laboriosa e di talento, un'attrice naturale. Nonostante la sua bellezza e talento, Maya è una solitaria senza amici. Ha una rivalità con Claudine che cerca di essere la numero uno.
Jun'na Hoshimi (星見 純那?, Hoshimi Jun'na)
Doppiata da: Hinata Satō
Una studentessa esemplare che è anche il capo della classe. Nonostante i suoi buoni voti, Junna vuole diventare un'attrice nonostante le obiezioni dei suoi genitori. A volte si carica inutilmente su cose diverse, ma di solito pensa chiaramente. Lei e Nana sono buone amiche.
Mahiru Tsuyuzaki (露崎 まひる?, Tsuyuzaki Mahiru)
Doppiata da: Haruki Iwata
La coinquilina di Karen.È molto timida nonostante il suo grande talento. Ammira Karen e sogna di diventare la sua partner sul palco. È gelosa di Hikari perché sono amiche d'infanzia, ma le sostiene sempre.
Nana Daiba (大場 なな?, Daiba Nana)
Doppiata da: Moeka Koizumi
La migliore amica di Junna che si occupa delle ragazze. Ha un talento non solo per la musica e la danza, ma anche per la produzione. Il suo soprannome è "Banana".
Claudine Saijō (西條クロディーヌ?, Saijō Kurodīnu)
Doppiata da: Aina Aiba
Per metà francese, Claudine è una ragazza con un grande talento. Il suo desiderio è di prendere il primo posto al posto di Maya.
Futaba Isuruzaki (石動 双葉?, Isuruzaki Futaba)
Doppiata da: Teru Ikuta
Nonostante la sua piccola statura, è molto abile nei combattimenti scenici. È una ragazza gentile, nonostante la sua lingua tagliente e le lamentele eterne. È anche un'amica d'infanzia di Kaoruko.
Kaoruko Hanayagi (花柳 香子?, Hanayagi Kaoruko)
Doppiata da: Ayasa Itō
Nipote di un maestro di danza giapponese. È l'amica d'infanzia di Futaba e si affida sempre a lei. È una vera signorina e può essere piuttosto prudente, anche se si comporta in modo amichevole con le altre.

## Media

### Anime

Logo della serie

Una serie tv anime di 12 episodi prodotta da Bushiroad, Pony Canyon, TBS Television, Nelke Planning e Kinema Citrus è andata in onda dal 12 luglio al 27 settembre 2018. La serie è diretta da Tomohiro Furukawa, con la sceneggiatura scritta da Tatsuto Higuchi ed il character design gestito da Hiroyuki Saita. La sigla di apertura è Hoshi no Dialogue (星のダイアローグ?), mentre quella di chiusura è Fly Me to the Star, entrambe realizzate dalle doppiatrici dei personaggi sotto lo pseudonimo di Starlight 99-gumi.
Nel dicembre del 2020 è stato annunciato un film sequel alla serie animata per il 21 maggio dell'anno successivo, intitolato Revue Starlight The Movie. Successivamente l'uscita del film è stata posticipata al 4 giugno a causa della chiusura di alcuni teatri per l'epidemia di COVID-19 in Giappone.

#### Episodi
| Nº | Titolo italiano (Traduzione letterale) Giapponese 「Kanji」 - Rōmaji           | In onda           | In onda |
| Nº | Titolo italiano (Traduzione letterale) Giapponese 「Kanji」 - Rōmaji           | Giapponese        |         |
| 1  | Ragazze da palcoscenico 「舞台少女」 - Butai Shoujo                            | 12 luglio 2018    |         |
| 2  | Il palcoscenico del destino 「運命の舞台」 - Unmei no butai                    | 19 luglio 2018    |         |
| 3  | Top Star 「トップ スタア」 - Toppu sutā                                        | 26 luglio 2018    |         |
| 4  | Torre promessa 「約束タワー」 - Yakusoku tawā                                  | 2 agosto 2018     |         |
| 5  | È anche possibile splendere 「キラめきのありか」 - Kira meki no ari ka         | 9 agosto 2018     |         |
| 6  | Il sentiero di fiori delle due 「ふたりの花道」 - Futari no Hanamichi          | 16 agosto 2018    |         |
| 7  | Nana Daiba 「大場なな」 - Daiba Nana                                           | 23 agosto 2018    |         |
| 8  | Verso la luce 「ひかり, さす方へ」 - Hikari, Sasukata e                        | 30 agosto 2018    |         |
| 9  | La notte del festival delle stelle 「星祭りの夜に」 - Hoshi Matsuri no Yoru ni | 6 settembre 2018  |         |
| 10 | Tuttavia, il palco finisce 「されど舞台はつずく」 - Saredo Butai wa Tsuzuku    | 13 settembre 2018 |         |
| 11 | Noi siamo... 「わたしたちは」 - Watashi-tachi wa                               | 20 settembre 2018 |         |
| 12 | Revue Starlight 「レヴュー・スタァライト」 - Revyū Sutāraito                   | 27 settembre 2018 |         |